# GUN Records
GUN Records (Great Unlimited Noises), nome completo GUN Records Musikproduktions GmbH, è stata un'etichetta discografica tedesca fondata nel 1992 a Bochum, nella Renania Settentrionale-Vestfalia da Bogdan Kopec (DRAKKAR Promotion Musikverlag GmbH) e Wolfgang Funk.
Un ramo dell'etichetta, nota come Supersonic Records è esistita fino al 2005, fin quando la BMG che deteneva la GUN Records venne assorbita dalla Sony Music. 
La GUN Records annunciò la chiusura definitiva il 13 febbraio 2009.

## Ex artisti GUN Records
- All Ends
- Alien Boys
- Apocalyptica
- Apoptygma Berzerk
- Blackeyed Blonde
- Bullet for My Valentine
- Dark
- Depressive Age
- Doctor Butcher
- Die Happy
- Donots
- Eagles of Death Metal
- Eloy
- Exilia
- Flyleaf
- Grave Digger
- Guano Apes
- HIM
- House of Spirits
- Kick Back
- Krisiun
- Kreator
- Kyyria
- L'Âme Immortelle
- Lordi
- Lovex
- Mind Odyssey
- Monkeys With Tools
- Oomph!
- Paradise Lost
- Rage
- Richthofen
- Running Wild
- Secret Discovery
- SITD
- Sodom
- Sturm und Drang
- Sun
- T.A.S.S.
- Terry Kelly
- Three Days Grace
- Thunderhead
- Tom Angelripper
- U.D.O.
- Van Canto
- Within Temptation